# Jelle ten Rouwelaar
Jelle ten Rouwelaar (Joure, 24 december 1980) is een Nederlands voormalig doelman in het betaald voetbal. Hij was actief van 1998 tot en met 2016, waarvan de helft van zijn carrière bij NAC Breda. Nadat hij in 2016 zijn actieve carrière beëindigde, werd hij keeperstrainer.

## Carrière

### Voetballer

#### FC Emmen
Ten Rouwelaar begon bij amateurclub SC Joure. Daarna ging hij bij FC Emmen spelen, waar hij in het seizoen 1999/2000 debuteerde. Ook in het daaropvolgende seizoen blonk Ten Rouwelaar uit in het doel. Dat resulteerde onder andere in een selectie voor Jong Oranje. Daar verving hij Mark Zegers, die te oud werd.

#### PSV, verhuurperiodes en Austria Wien
In maart 2001 kwamen de eerste geruchten over een eventuele overgang naar PSV. Die werden een paar dagen later bevestigd. Ten Rouwelaar tekende een vijfjarig contract bij PSV, dat pas in de zomer van 2002 inging waardoor Ten Rouwelaar in het seizoen 2001/2002 nog bij Emmen kon spelen. Dezelfde constructie werd dat jaar ook toegepast bij Arjen Robben en Michael Lamey. Dit soort transfers kreeg hierdoor de naam ‘Robben’-constructie. Twee maanden later werd Ten Rouwelaar gepresenteerd bij PSV. Er werd afgesproken dat Ten Rouwelaar minstens één keer per week kwam trainen bij PSV, om te wennen.
In het seizoen 2002/2003 kwam Ten Rouwelaar dan naar PSV. Zijn komst ging ten koste van Patrick Lodewijks, wiens contract niet werd verlengd en die hierop naar Feyenoord toog. Ook Ivica Kralj, de beoogde doelman van het jaar daarvoor, vertrok, waardoor Ten Rouwelaar tweede keeper werd achter Ronald Waterreus. Hij kreeg rugnummer 1, omdat Waterreus nummer 23 prefereerde. De eerste officieuze wedstrijd voor Ten Rouwelaar was op 11 juli, tegen hoofdklasser ASV Dronten. Ten Rouwelaar speelde de laatste 45 minuten. Het officiële debuut volgde in de UEFA Champions League-wedstrijd tegen AJ Auxerre. Ten Rouwelaar speelde een goede wedstrijd en het eindigde in een 0–0 gelijkspel. Ook hierna pikte hij diverse wedstrijden mee. Toch volgde er in de loop van het seizoen kritiek op Ten Rouwelaar. Hij oogde soms onzeker en critici weten dit aan een gebrek aan ervaring. Ook trainer Guus Hiddink uitte openlijk kritiek op Ten Rouwelaar en er werd overwogen een stabielere tweede keeper als Harald Wapenaar, Joey Didulica of John Karelse aan te trekken.
In februari 2003 werd besloten Ten Rouwelaar voor de rest van het seizoen te verhuren aan FC Groningen om hem ervaring te laten opdoen. Als tijdelijke vervanger haalde PSV Frank Kooiman van Sparta Rotterdam. FC Groningen had een keeper nodig na een zware blessure van Roy Beukenkamp, maar die herstelde sneller dan verwacht zodat Ten Rouwelaar genoegen moest nemen met een plaats op de bank. In mei 2003 werd Ten Rouwelaar weer voor één jaar verhuurd, ditmaal aan FC Twente. Bij FC Twente moest hij de concurrentie aangaan met Cees Paauwe. Die strijd verloor hij uiteindelijk, maar toch kwam Ten Rouwelaar tot elf wedstrijden. Hoewel er een optie lag om Ten Rouwelaar nog een seizoen te huren, liet FC Twente hem terugkeren naar Eindhoven. PSV verhuurde hem hierop aan eerste-divisionist FC Zwolle.
Bij Zwolle was Ten Rouwelaar wel basisspeler. Hij wilde na het seizoen dan ook graag bij Zwolle blijven, maar PSV besliste anders. Ten Rouwelaar werd verhuurd aan buurman FC Eindhoven. In juli 2006 vertrok hij definitief bij PSV. Hij tekende een contract bij de Oostenrijkse topclub Austria Wien, waar hij de opvolger moest worden van de naar AZ vertrokken Joey Didulica. Na één seizoen voornamelijk op de bank te hebben gezeten, vertrok hij weer bij Austria Wien.

#### NAC Breda
Hierna tekende Ten Rouwelaar een contract bij NAC Breda. Na de concurrentiestrijd te hebben gewonnen van Edwin Zoetebier, werd Ten Rouwelaar eerste keeper. In de reguliere competitie eindigde hij met NAC op de derde plaats en als keeper hield hij dat seizoen zestien keer "de nul", waarmee hij tweede eindigde achter doelman Gomes van PSV. Tevens verbeterde Ten Rouwelaar het clubrecord van 'NAC's langst niet gepasseerde keeper'. Hij zette het record op 519 minuten en verbeterde daarmee het record van John Karelse (437 minuten), oud-NAC-keeper en toentertijd keeperstrainer van Ten Rouwelaar. Op zaterdag 3 mei 2014 evenaarde Ten Rouwelaar een record van Ruud Hesp. De doelman van NAC stond tijdens een met 2-0 verloren wedstrijd uit bij PSV voor de 204e keer achter elkaar 90 minuten onder de lat bij de club uit Breda. Daarmee stond hij 18.360 minuten ononderbroken in de goal van NAC. Hij scherpte dit record uiteindelijk aan tot 280 opeenvolgende wedstrijden in de reguliere competitie, waarvan de laatste op 15 april 2016 thuis tegen Almere City FC (1-1). Een week later liet hij verstek gaan vanwege familieomstandigheden. Hij werd vervangen door Andries Noppert.
Ten Rouwelaar was tussen 2012 en 2014 aanvoerder van NAC Breda. In januari 2015 werd hem, na een minder seizoen, de aanvoerdersband afgenomen. De pas aangestelde Robert Maaskant had liever een veldspeler als aanvoerder en gaf aan de eveneens net nieuw gekomen Dirk Marcellis de voorkeur. Ten Rouwelaar maakte in mei 2016 bekend dat hij bezig was aan zijn laatste maand als profvoetballer. Hij beëindigde de competitie dat jaar met NAC op de derde plaats in de Eerste Divisie. Daarmee kwalificeerde hij zich met de club voor de play-offs 2016. Hierin versloeg NAC eerst FC Eindhoven maar in de definitieve beslissingswedstrijden voor promotie/degradatie versperde streekgenoot Willem II de Bredase club de weg naar de Eredivisie.

### Voetbaltrainer
Na het beëindigen van zijn actieve carrière werd hij keeperstrainer van NAC Breda.
In de zomer van 2020, na vier jaar als keeperstrainer bij NAC Breda, vertrok de Nederlander naar België als de nieuwe keeperstrainer van RSC Anderlecht. Vervolgens ging hij mee met hoofdtrainer Vincent Kompany om in Engeland aan de slag te gaan bij Burnley. Na twee seizoenen in Engelse dienst werd op 13 mei 2024 bekend dat Ten Rouwelaar de overstap zou maken naar Ajax. Echter vertrok Ten Rouwelaar al snel weer naar Engeland, waar hij als keeperstrainer aan de slag ging in de staf van Erik ten Hag bij Manchester United. Zijn dienstverband bij Manchester United was ook van korte duur, want na het ontslag van Ten Hag en de interim periode onder Ruud van Nistelrooij werd bekend dat Ten Rouwelaar geen onderdeel zou uitmaken van de nieuwe technische staf onder leiding van Rúben Amorim. Enkele weken later tekende Ten Rouwelaar een contract als staflid van Van Nistelrooij bij Leicester City.

## Statistieken
| Seizoen | Club                  | Competitie     | Duels | Goals |
| ------- | --------------------- | -------------- | ----- | ----- |
| 1998/99 | FC Emmen              | Eerste Divisie | 0     | 0     |
| 1999/00 | FC Emmen              | Eerste Divisie | 11    | 0     |
| 2000/01 | FC Emmen              | Eerste Divisie | 34    | 0     |
| 2001/02 | FC Emmen              | Eerste Divisie | 32    | 0     |
| 2002/03 | PSV                   | Eredivisie     | 2     | 0     |
| 2002/03 | → FC Groningen (huur) | Eredivisie     | 4     | 0     |
| 2003/04 | → FC Twente (huur)    | Eredivisie     | 11    | 0     |
| 2004/05 | → FC Zwolle (huur)    | Eerste divisie | 36    | 0     |
| 2005/06 | → FC Eindhoven (huur) | Eerste divisie | 36    | 0     |
| 2006/07 | Austria Wien          | Bundesliga     | 4     | 0     |
| 2007/08 | NAC Breda             | Eredivisie     | 32    | 0     |
| 2008/09 | NAC Breda             | Eredivisie     | 34    | 0     |
| 2009/10 | NAC Breda             | Eredivisie     | 34    | 0     |
| 2010/11 | NAC Breda             | Eredivisie     | 34    | 0     |
| 2011/12 | NAC Breda             | Eredivisie     | 34    | 0     |
| 2012/13 | NAC Breda             | Eredivisie     | 34    | 0     |
| 2013/14 | NAC Breda             | Eredivisie     | 34    | 0     |
| 2014/15 | NAC Breda             | Eredivisie     | 34    | 0     |
| 2015/16 | NAC Breda             | Eerste divisie | 34    | 0     |
| Totaal  |                       |                | 474   | 0     |

### Nederlands elftal
In maart 2011 werd Ten Rouwelaar door bondscoach Bert van Marwijk als derde keeper bij de selectie van het Nederlands elftal gehaald voor twee EK-kwalificatiewedstrijden tegen Hongarije. Hij kwam niet in actie voor het Nederlands elftal. FC Utrecht-doelman Michel Vorm kreeg de voorkeur als stand-in voor de geblesseerde Maarten Stekelenburg van Ajax.
Op 27 mei 2011 werd Ten Rouwelaar opnieuw opgeroepen door Van Marwijk, ditmaal voor de oefentrip van het Nederlands  elftal in Zuid-Amerika. Hij verving Vorm, die tijdens de training in Hoenderloo een blessure aan zijn rechterhand opliep. Ten Rouwelaar was naast de debutanten Tim Krul (Newcastle United) en Jasper Cillessen (NEC Nijmegen) de derde doelman voor de duels tegen Brazilië (4 juni) en Uruguay (8 juni). Ten Rouwelaar is uiteindelijk nooit in actie gekomen voor Oranje.